# Diane Gabrielle Damas de Thianges
Diane Gabrielle Damas de Thianges, duchesse de Nevers, est une aristocrate française née en mars 1656, morte le 11 janvier 1715 à Paris. Elle a été une intime de Louis XIV, mais la nature de leur relation n'est pas établie.

## Biographie

### Origine
Elle est la fille aînée de Claude Léonor Damas (1620-1702), marquis de Thianges, et de Gabrielle de Rochechouart de Mortemart (1634-1693), elle appartient par sa mère à la très ancienne Maison de Rochechouart, branche de Mortemart. Elle est ainsi la petite-fille de Gabriel de Rochechouart de Mortemart (1600-1675), premier gentilhomme de la Chambre de Louis XIII et gouverneur de Paris, ainsi que la nièce de Madame de Montespan (1640-1707) favorite de Louis XIV, et de Marie-Madeleine de Rochechouart (1645-1704) abbesse de l'abbaye Notre-Dame de Fontevraud,. Elle est la sœur de Louise-Elvide Damas de Thianges (1659-1730), épouse de Luigi Sforza (1618-1685), dame d'honneur de Françoise-Marie de Bourbon, duchesse d'Orléans, puis dame de la nouvelle reine d'Espagne, Louise-Élisabeth d'Orléans (1709-1742), de Gabrielle Damas de Thianges (1662-1692), religieuse et de Claude Henri Philibert Damas de Thianges (1663-1708), mousquetaire puis lieutenant-général des armées du roi, marié en 1685 avec Anne Claire de la Chapelle (1657-1686), et remarié en 1695 avec Geneviève Françoise de Harlay (1662-1728),.
Elle est éduquée à l'abbaye-aux-Bois.

### Mariage et descendance
Le 14 décembre 1670, en la chapelle royale du palais des Tuileries, elle épouse Philippe Julien Mancini-Mazarini (1641-1707), duc de Nevers, chevalier des ordres du roi (31 décembre 1661),, capitaine des mousquetaires du roi, neveu du cardinal Mazarin (1602-1661) principal ministre d'État de 1643 à 1661,,.
Le couple a six enfants : 
- Deux garçons morts en bas âge, puis
- Diane Gabrielle Victoire Mancini-Mazarini (1672-1716), mariée en 1699 avec Charles Louis Antoine de Hénin-Liétard (1675-1740), prince de Chimay,
- Philippe Jules François Mancini-Mazarini (1676-1768), grand d'Espagne, pair de France, marié en 1709 avec Marianna Spinola (1686-1738),
- Diane Adélaïde Philippe Mancini-Mazarini (1687-1747), mariée en 1707 avec Louis Armand (1682-1723) duc d'Estrées,
- Jacques Hippolyte Mancini-Mazarini (1690-1759), marquis de Mancini, marié en 1719 avec Anne Louise de Noailles (1695-1773)[12],[13].

Diane Gabrielle Damas de Thianges est une ancêtre directe de la famille princière de Monaco.

## Diane Gabrielle Damas de Thianges vue par ses contemporains
Le chroniqueur ayant rapporté le plus d'informations sur sa beauté, son esprit, son couple, sa vie à la cour, est Saint-Simon (1675-1755), dans ses Mémoires :

« Mme de Thianges dominait ses deux sœurs, et le roi même qu'elle amusait plus qu'elles. Tant qu'elle vécut, elle le domina, et conserva, même après l'expulsion de Mme de Montespan hors de la cour, les plus grandes privances et des distinctions uniques [...]. Mme de Montespan depuis ses amours, et même Mme de Thianges [...], du vivant de leurs maris quittèrent leurs armes et leur livrée qu'elles ne reprirent jamais, et portèrent toujours depuis celles de Rochechouart seules ».
« M. de Nevers fut capitaine des mousquetaires [...]. M. de Nevers fut chevalier de l'ordre, à la promotion de 1661, qu'il n'avait que vingt ans [...] et il épousa, en 1670, la plus belle personne de la cour, fille aînée de Mme de Thianges, soeur de Mme de Montespan [...]. Il fut souvent jaloux fort inutilement, mais jamais brouillé avec sa femme, qui était fort de la cour et du grand monde. Il ne l'appelait jamais que Diane. Il lui est arrivé trois ou quatre fois d'entrer le matin dans sa chambre, de la faire lever, et tout de suite de la faire monter en carrosse, sans qu'elle, ni pas un de leurs gens à tous deux, se fussent doutés de rien, et de partir de là pour Rome, sans le moindre préparatif, ni que lui-même y eût songé trois jours auparavant. Ils y ont fait des séjours considérables ».
« La duchesse de Nevers mourut en ce temps-ci [...]. Peu de femmes l'avaient surpassée en beauté. La sienne était de toutes les sortes, avec une singularité qui charmait. On ne se pouvait lasser de lui entendre raconter les aventures de ses voyages d'Italie. M. le Prince avait été extrêmement amoureux d'elle. Il voulut lui donner une fête sous un autre prétexte, et c'était l'homme du monde qui s'y entendait le mieux. Mais comme il n'était pas moins malin qu'amoureux, il imagina d'engager M. de Nevers de faire les vers de la pièce qui devait être le principal divertissement de la fête, et dont toute la galanterie était pour Mme de Nevers. Il le cajola si bien, que M. de Nevers lui promit de faire ces vers, et il y réussit au delà des espérances de M. le Prince. Il prépara donc la fête, dans le double plaisir de plaire à sa dame et de se moquer du mari. Celui-ci tout jaloux, tout Italien, tout plein d'esprit qu'il fût, n'avait pas conçu le plus léger soupçon de cette fête, quoiqu'il n'ignorât pas l'amour de M. le Prince. Quatre ou cinq jours avant celui de la fête, il découvrit de quoi il s'agissait, il n'en dit mot, et partit le lendemain pour Rome avec sa femme, où il demeura longtemps, et à son tour se moqua bien de M. le Prince. Mme de Nevers à plus de soixante ans était encore parfaitement belle, lorsqu'elle mourut d'une maladie fort courte ».

D'autre part, Madame de Sévigné la cite dans une de ses Lettres, à l'occasion de son mariage.

### Correspondance
Des lettres de Diane Gabrielle Damas ont fait l'objet d'une publication en 1896.

### Blasons
Dans l'armorial d'Hozier (Paris, 1re partie) (ca. 1696) sont représentés les blasons accolés de « Philippe Julien Mazarini Mancini et de N... de Blacas de Thianges, sa femme »,.

Blason Maison de Damas
Blason Maison de Rochechouart
Blason Mancini-Mazarini